# William-Bay-Nationalpark
Der 17 km² große William-Bay-Nationalpark liegt 15 km entfernt von der Stadt Denmark in Western Australia und 369 km entfernt von Perth.
Die William Bay wurde nach William Edward Parry, einem britischen Admiral und Forscher (1790–1855) benannt. Der Nationalpark wurde im Jahre 1971 gegründet. Der William-Bay-Park wird durch Granit- und Kalksteinberge neben türkisgrünen Gewässer und unberührten weißen Sandstränden an der Küste gegliedert. Es ist ein Platz zum Bade- und Tauchsport. Beliebt sind neben der großen William Bay die Madfish Bay und der Waterfall Beach.
Die Winterstürme bilden an der Küste hohe Sanddünen, die bis ins Inland reichen. Es wachsen viele kleine Bäume und Sträucher im Park, in dem es ferner Wanderwege und Toiletten gibt.

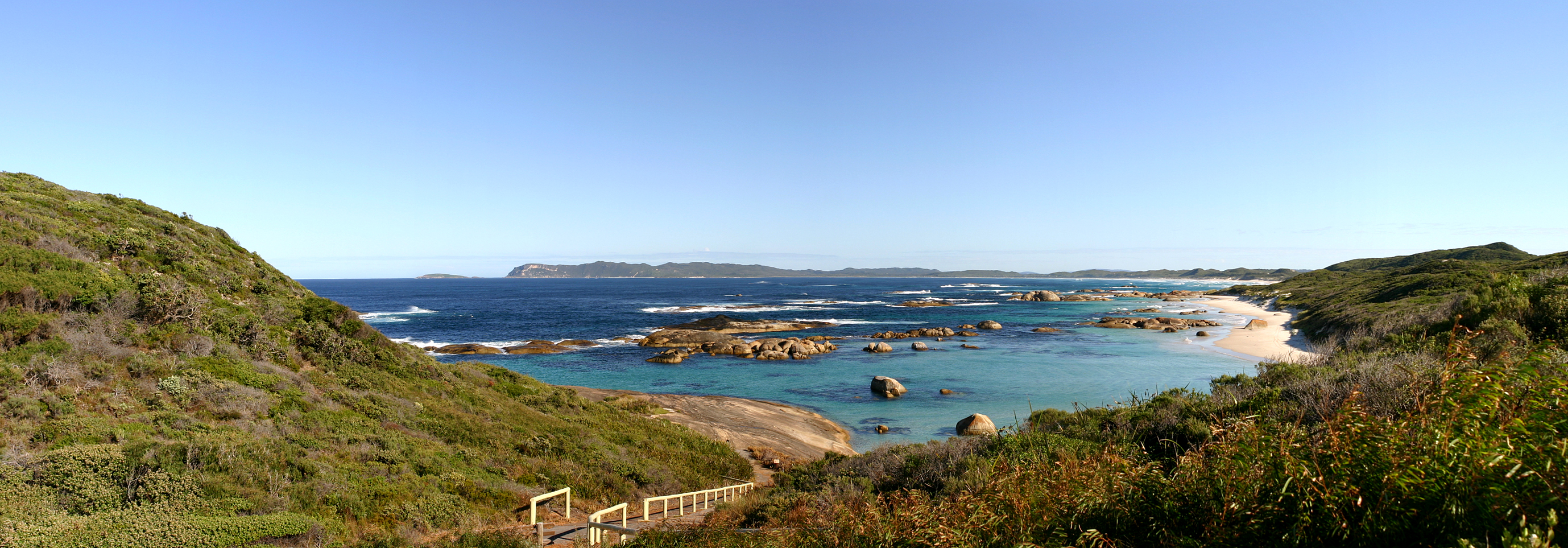
Willam Bay mit türkisgrünem Wasser